# Байрачные леса
Байра́чные леса́ — широколиственные леса, растущие по дну и склонам балок (байраков).

## География
Байрачные леса представляют собой интразональный тип растительности, который встречается южнее основной зоны распространения лесов. Они произрастают в лесостепных и степных районах центра Восточно-Европейской равнины. Особенно распространены на холмистых территориях (Среднерусская возвышенность, Приволжская возвышенность, Донецкий кряж).
Значительная часть байрачных лесов была уничтожена в XIX—XX веках во время освоения земли. В настоящее время прикладываются усилия для их воссоздания искусственным путем, поскольку именно они препятствуют развитию эрозии и способствуют снегозадержанию, которое необходимо в данном регионе.

## Флора
Основные породы, образующие подобные леса — дуб, клён, вяз, ясень, липа, груша, яблоня. В некоторых районах также встречаются черешня, граб.
В подлеске чаще всего произрастают клён татарский, боярышник, калина гордовина, лещина, бересклеты, местами скумпия, на опушках — тёрн, шиповник, вишня степная, бобовник.

## Почвы
Большая мощность чернозёма (2—4 метра) является характерной чертой байрачных лесов чернозёмной зоны. Такие запасы почвы связаны как со смывом чернозёма с соседних полей, так и с его естественным накоплением.